# 克利瑟拉爾鎮區 (明尼蘇達州奧特泰爾縣)
克利瑟拉爾鎮區（英語：Clitherall Township）是位於美國明尼蘇達州奧特泰爾縣的一個行政鎮區。

## 地方資料
克利瑟拉爾鎮區的面積為91.60平方千米，當中陸地面積為74.80平方千米，而水域面積為16.80平方千米。根據2020年美國人口普查的數據，當地共有人口495人，而人口密度為每平方千米5.4人。